# Full Metal Panic!
Full Metal Panic! (jap. フルメタル・パニック! Furumetaru Panikku!) – seria light novel autorstwa Shōjiego Gatō ilustrowana przez Shikidojiego.
Na jej podstawie powstało kilka serii mang, cztery serie anime oraz dwa OVA.

## Fabuła
Głównymi bohaterami są Sagara Sousuke i Kaname Chidori. Z niewyjaśnionych przyczyn Kaname jest celem ataku terrorystycznego. Okazuje się, iż w pamięci dziewczyny są przechowywane ważne informacje dotyczące najnowocześniejszych modeli mechów. Do obrony Chidori zostaje wyznaczony sierżant Sousuke Sagara, wraz z Melisą Mao oraz Kurtzem Weberem.

## Bohaterowie
- Sousuke Sagara „Kashim” – jest specjalistą Arm Slave w militarnej organizacji Mithril. Od dziecka brał udział w wojnach. Przybył do szkoły Jindai w Japonii, aby ochraniać Kaname jako kolega z klasy. Uznawany w szkole jako fan wszystkiego, co związane z militariami.
- Kaname Chidori – szesnastoletnia, długowłosa Kaname jest osobą nazywaną „Whisper” (szept), na którą poluje KGB oraz inne organizacje. Przewodnicząca klasy i wiceprzewodnicząca samorządu szkolnego w Jindai. Jest wybuchowa i ma słabą cierpliwość, ale kiedy trzeba, potrafi zdobyć się na kobiecość.
- Kurz Weber – członek Mithril wysłany, by chronić wraz z Sosuke, Chidori Kaname. Pilot Arm Slave i dobry snajper. Urodził się w Endogawie. Mieszkał w Tokio do 14 roku życia, przez co mówi po japońsku płynniej niż Sousuke. Wstąpił do Mithril, by mieć możliwość zapłacenia za leczenie jego chorej dziewczyny.
- Melissa Mao – urodzona w Nowym Jorku, 25-letnia obywatelka Stanów Zjednoczonych. Starszy sierżant w Mithril i przełożona Sagary i Webera. Została wysłana razem z nimi, by chronić Chidori Kaname. Pilot Arm Slave.
- Andrey Kalinin – wykwalifikowany taktyk, prawa ręką Testarossy. Major na Okręcie Tuatha de Danaan. Dowodzi wszystkimi misjami a także grupą specjalnego reagowania SRT. W przeszłości dowodził specjalną grupą operacyjną Specnaz.
- Richard Mardukas – doświadczony w podwodnej wojnie, doradca kapitana Testarossy w postępowaniach wojennych.
- Teletha „Tessa” Testarossa – jest kapitanem wysoko zaawansowanej technologicznie łodzi podwodnej zwanej Tuatha de Danaan i pułkownikiem w Mithril. Szesnastoletnia pani kapitan jest bardzo lubiana przez załogę łodzi, a jej obecność podnosi wszystkich na duchu. Jest osobą zwaną Whisper, tak jak jej brat (Leonard Testarosa) i Kaname. Jej umysł i niezrównana wiedza pomogły jej stać się Kapitanem TDD-1. Organizacja przydzieliła jej dwóch wysoce doświadczonych oficerów, Kalinina i Mardukasa, ponieważ nie ma doświadczenia bitewnego. Według transkrypcji z japońskiego jej imię powinno brzmieć Teressa.
- Gauron „Gaul” – jest bezwzględnym terrorystą, sponsorowanym przez tajemniczą organizację. Doskonały pilot Arm Slave. Za wszelką cenę chce zdobyć jak najwięcej informacji o Czarnej Technologii, aby tego dokonać stara się dopaść Chidori.
- Leonard Testarossa – brat Telethy Testarossa, jest uzdolniony i ma wybitny umysł podobnie jak jego młodsza siostra i tak jak ona należy do osób zwanych Whisper. Jest znany jako „Mr. Silver” w kręgu kierowniczym organizacji Amalgam.